# Каарна, Леэна
Леэна Кюлликки Каарна (фин. Leena Kyllikki Kaarna; род. 26 ноября 1939, Лаппеэ, Виипури) — финская легкоатлетка, выступавшая в прыжках в высоту. Участница летних Олимпийских игр 1964 года.

## Биография
Леэна Каарна родилась 26 ноября 1939 года в финской общине Лаппеэ.
Выступала в легкоатлетических соревнованиях за «Лаппеэн Риэнто» из Лаппеэнранты. Шесть раз становилась чемпионкой Финляндии: четырежды на открытых стадионах (1961—1964), дважды в помещении (1963—1964). Кроме того, на открытых стадионах  в 1958 году завоевала серебро, в 1960 году — бронзу.
В 1958—1964 годах одиннадцать раз устанавливала рекорды Финляндии, достигнув результата 1,70 метра. Была первой финской прыгуньей, взявшей высоту 1,60 и 1,70 метра.
Шесть раз выступала за сборную Финляндии в международных матчах.
Дважды выигрывала серебро на чемпионатах Северной Европы в 1961 и 1963 годах.
В 1962 году участвовала в чемпионате Европы в Белграде, где поделила 10-11-е места (1,61).
В 1964 году вошла в состав сборной Финляндии на летних Олимпийских играх в Токио. В прыжках в высоту заняла 13-е место с результатом 1,65, уступив 25 сантиметров завоевавшей золото Йоланде Балаш из Румынии.
По окончании выступлений работалм заместителем преподавателя физкультуры в колледже Лаппеэнранты. Также занималась домашним хозяйством, в течение 20 лет выращивала клубнику и продавала её на рынке Лаппеэнранты.

## Личный рекорд
- Прыжки в высоту — 1,70 (1964)[1]

## Семья
Отец — Микко Каарна (1911—2010), финский политик.